# Jean-Pierre Roy
Pour les articles homonymes, voir Roy.
Jean-Pierre Roy (né le 26 juin 1920 à Montréal, Québec, Canada et mort le 31 octobre 2014 à Pompano Beach, Floride, États-Unis) est un lanceur de baseball et commentateur sportif québécois.
Il a joué dans les Ligues majeures pour les Dodgers de Brooklyn en 1946. Il s'est aussi aligné durant 4 saisons avec les Royaux de Montréal de la Ligue internationale. 

## Carrière au baseball

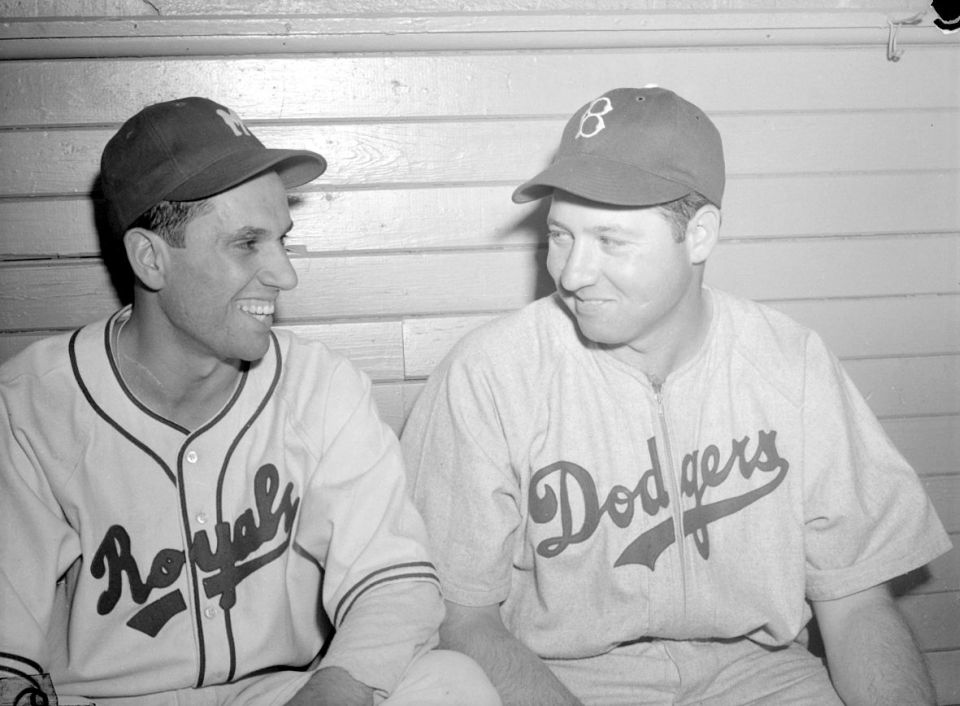
Jean-Pierre Roy (à gauche) aux côtés de son ancien collègue, le lanceur Hugh Casey des Dodgers, à Montréal en juillet 1946.

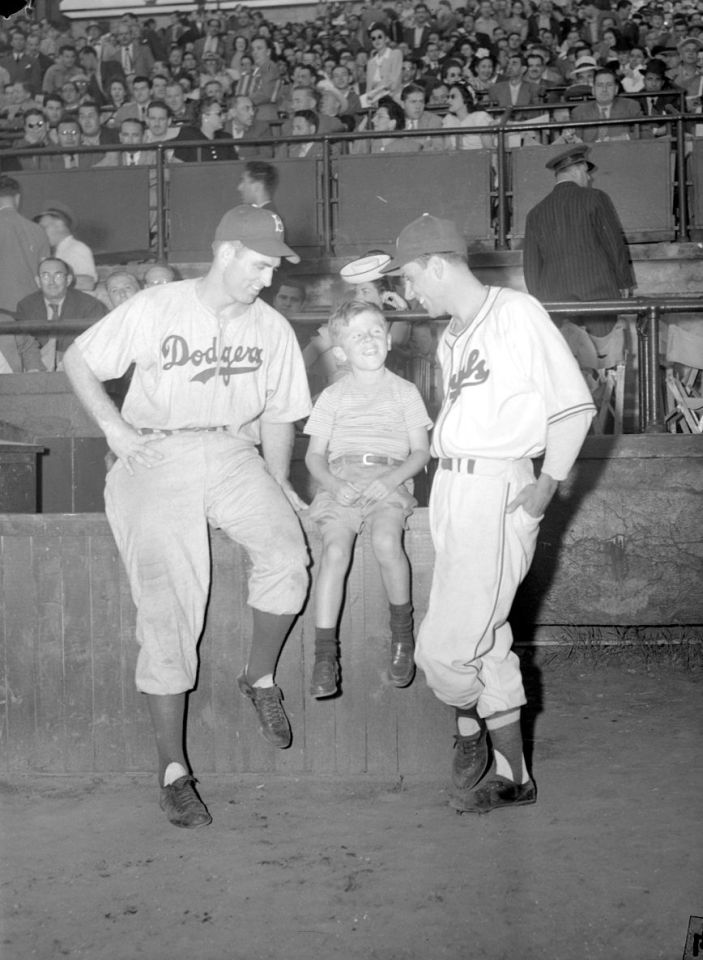
Un jeune fan de baseball discutant avec les lanceurs Hugh Casey (à gauche) et Jean-Pierre Roy (à droite) au stade Delorimier en juillet 1946.

Roy lance trois parties pour les Dodgers de Brooklyn en 1946, une comme lanceur partant et deux autres comme releveur. Il compte 6 retraits sur des prises en 6 manches et un tiers lancées et n'a été impliqué dans aucune décision.
Pendant sa carrière dans les ligues mineures (1940-1955), il a porté les couleurs des Renards de Trois-Rivières, des Shippers de Mobile, des Buffaloes de Houston, des Red Wings de Rochester, des Solons de Sacramento, des Royaux de Montréal (de 1945 à 1949), des Braves de Saint-Jean, des Stars d'Hollywood, des Indians d'Oklahoma City, des Royals de Trois-Rivières, des Cubs de Drummondville, des A's d'Ottawa et des Indiens de Sherbrooke.
Il se démarque avec les Royaux de Montréal en 1945 en remportant 25 victoires contre 11 défaites et en lançant 29 matchs complets en 37 départs. Il domine la Ligue internationale avec 139 retraits sur des prises.
Il a aussi joué dans des ligues d'hiver de baseball au Panama, au Mexique, à Cuba et en République dominicaine.

## Radio et télévision
En 1969, Jean-Pierre Roy devient commentateur des matchs des Expos de Montréal dès leur première saison dans les Ligues majeures de baseball. Il travaille à la radio jusqu'en 1973 et à la télévision jusqu'en 1983.
Il prend sa retraite en 1990 et s'installe en Floride. Il meurt à Pompano Beach en Floride le 31 octobre 2014, à l'âge de 94 ans.